# Караниколицьке озеро
Караниколицьке (Велике Караниколицьке озеро або Великий Дьол (мак. Караниколичко Езеро, Големо Караниколичко Езеро, Голем Ѓол)) — перше і найбільше льодовикове озеро з трьох названих Дьол на горі Шар-Планина. Це природне льодовикове озеро, розташоване в районі Караніколь. З нього витікає річка Каранікольська.
Довжина озера 590 метрів, ширина – 115 метрів. Його загальний об’єм становить 675 м, а площа – 26 240 м². Глибина становить 5,:0 м. Характеризується еліптичною формою, витягнутою з півночі на південь, яка має вигнуту форму зі східного боку, тоді як прямолінійна на західній стороні. Має круті береги. В озері багато підводних джерел, які зазвичай розташовані поруч.
Великий Дьол не має приток, а отримує воду виключно з підземних джерел. Найвищий рівень води в озері припадає на весну. Вода тепленька, але вона не відрізняється бездоганною чистотою через забруднення, яке робить худоба. Однак через глибину озеро має темно-синій і зеленуватий колір.

## Галерея

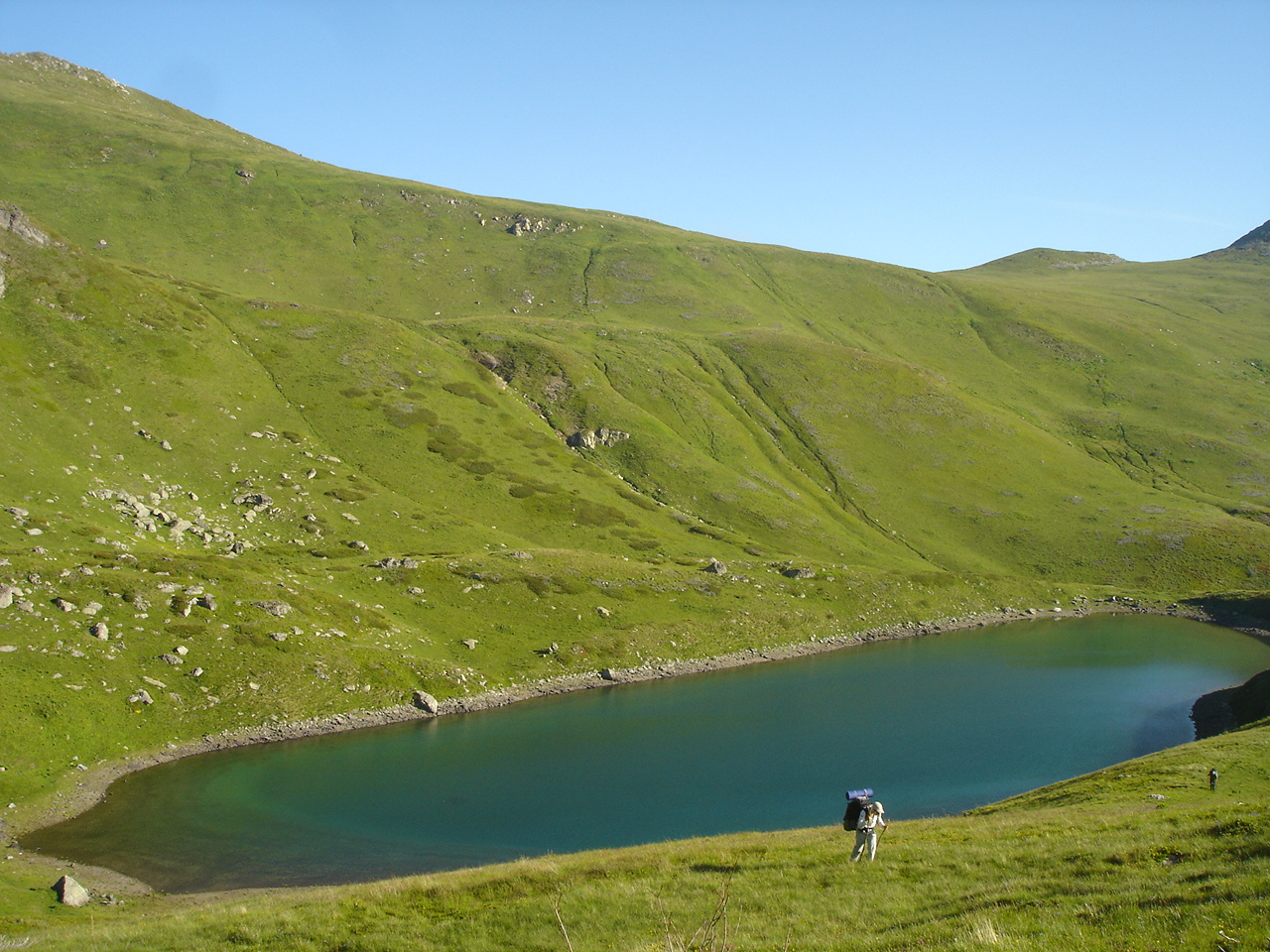
Вид на Караниколицьке озеро з південного сходу
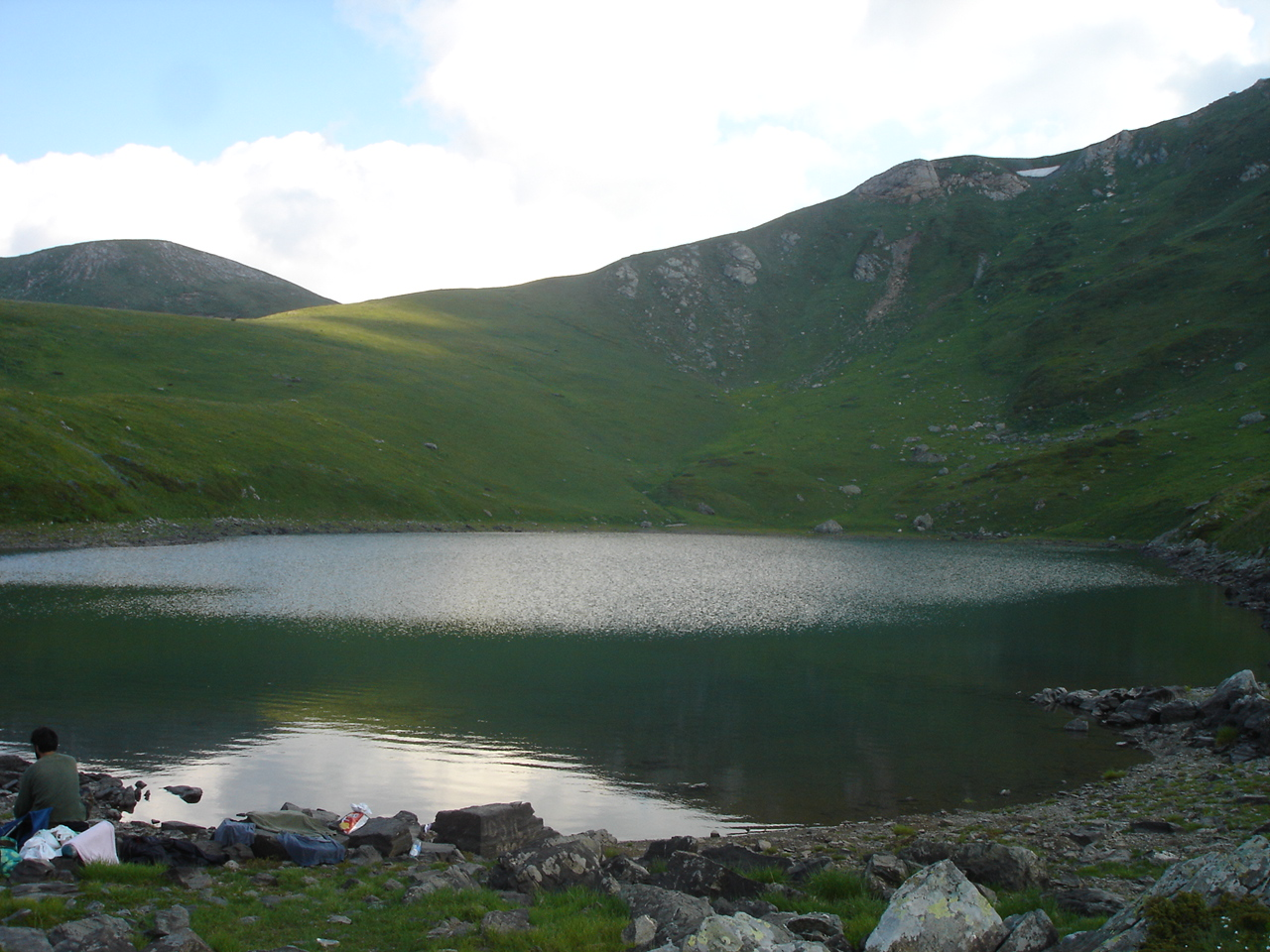
Вид на Караниколицьке озеро з півночі
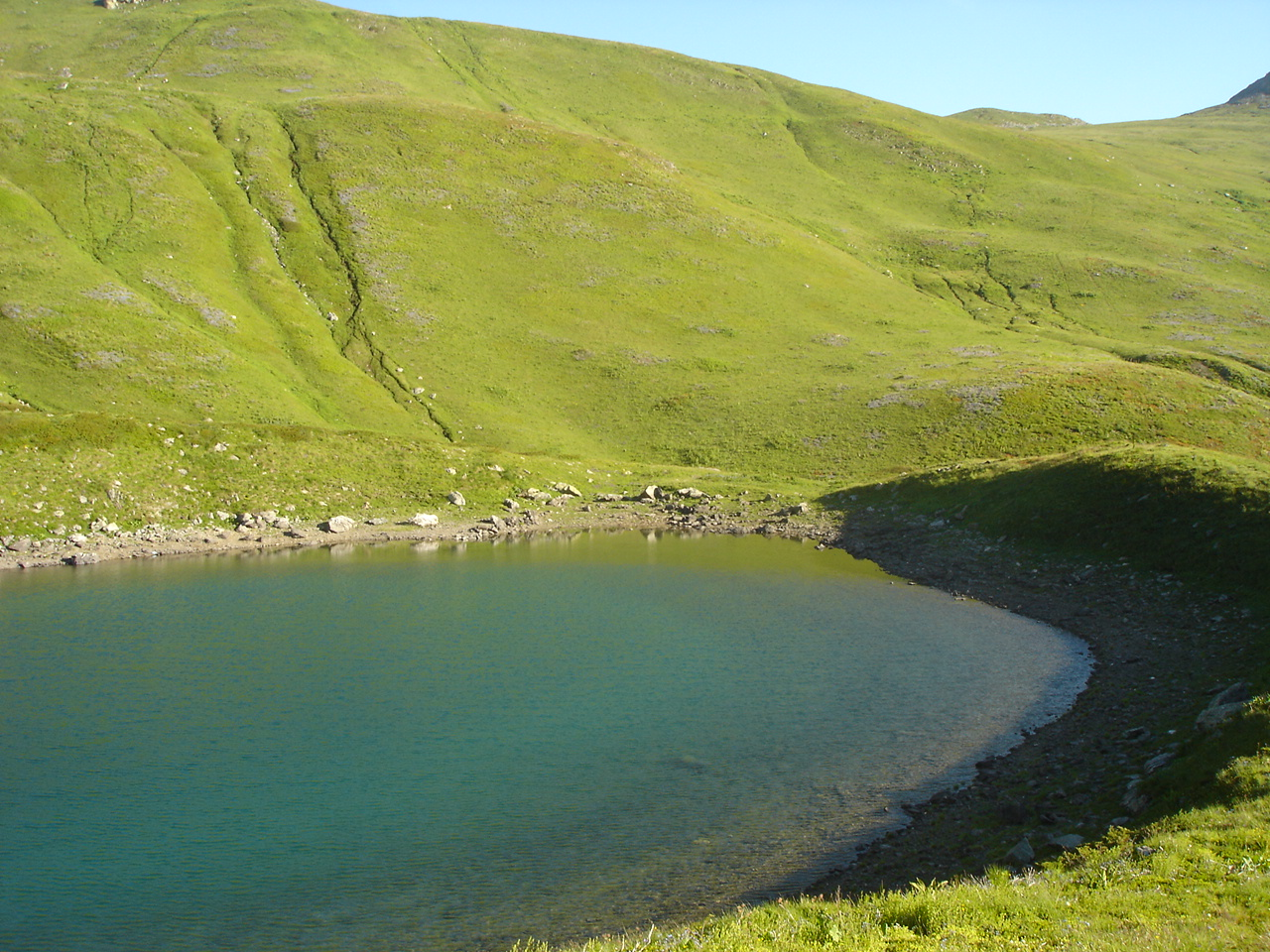
Чисті води великого озера
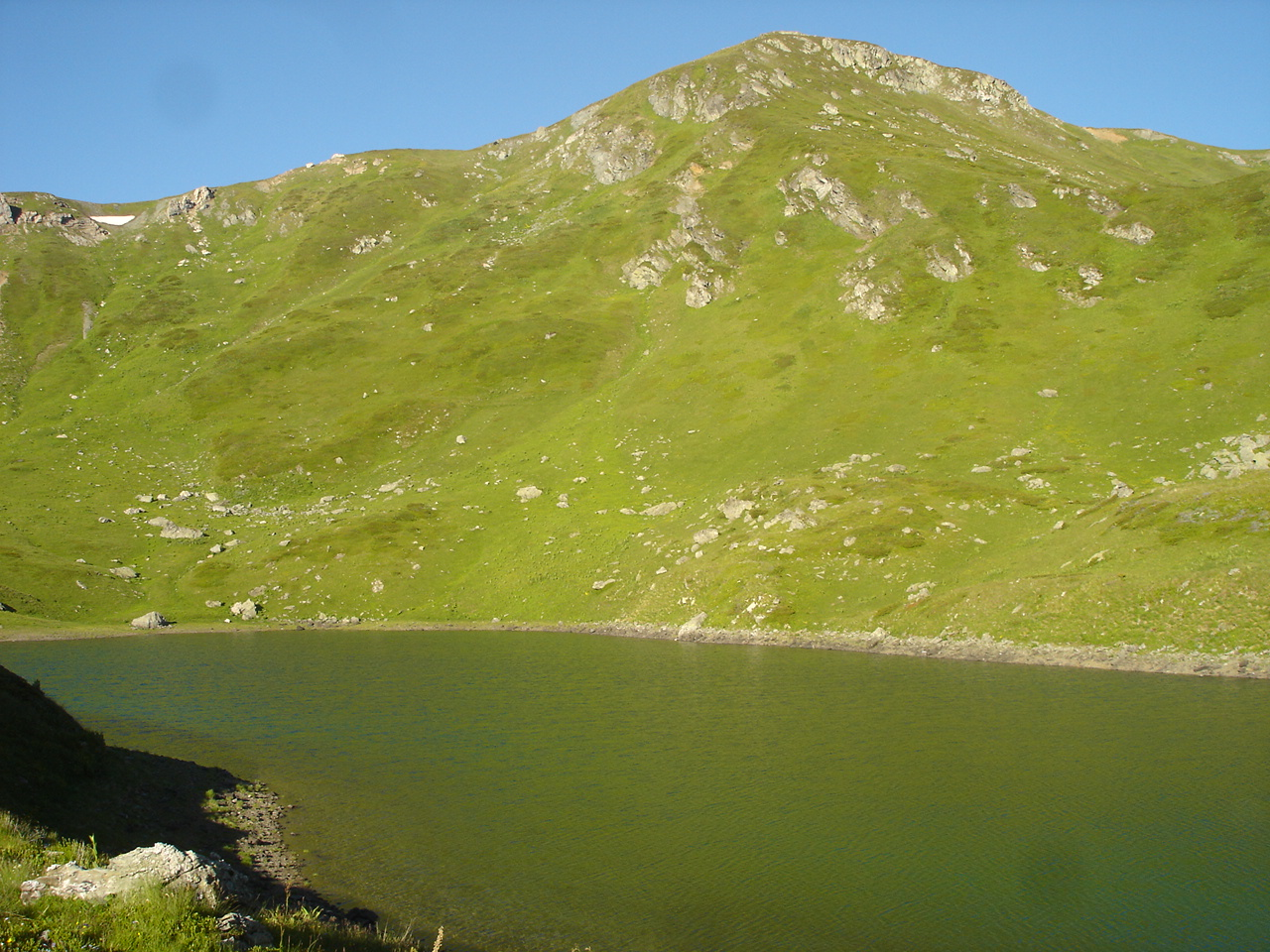
Вид з Караниколицького озера